# Эдирне
Эди́рне (тур. Edirne), также Адриано́поль (греч. Αδριανούπολη) и Одрин (болг. Одрин) — город и район в северо-западной европейской части Турции, административный центр ила Эдирне.
Расположен на реке Мерич (Марица) на границе с Грецией, в 20 км от границы с Болгарией и в 235 км от Стамбула. Население — 128 тысяч человек (2002), 138 тысяч (по оценке на 2009).

## История
Город Адрианополь (греч. Aδριανούπολις, лат. Hadrianopolis) основан римским императором Адрианом на месте фракийского поселения, которое носило имя Ускудама и было столицей Одрисского царства.
9 августа 378 года близ Адрианополя произошло сражение римской армии под командованием императора Валента с готами. Римляне были полностью разгромлены, император Валент убит.
До XI века город был центром одноимённой архиепархии Константинопольского патриархата.
14 апреля 1205 года между крестоносцами под предводительством Балдуина I и объединённым болгаро-половецким войском под предводительством болгарского царя Калояна произошла битва, которая закончилась полным поражением крестоносцев.
В 1362 году город захватили турки-османы. С 1365 по 1453 год город, получивший название Эдренебол, был столицей Османского государства. Во время войн Османской империи с Австрией, Речью Посполитой, Россией в XVI—XVIII веках был основным местом сбора османской армии.
С началом греческой освободительной войны в 1821 году турки повесили здесь смещённого Константинопольского патриарха Кирилла VI, вместе с группой других адрианопольцев-греков. Во время русско-турецких войн город дважды занимался русскими войсками: в 1829 и в 1878 годах. В 1829 году в городе был заключён Адрианопольский мир.
Во время Первой Балканской войны в 1913 году после длительной осады Адрианополь был взят болгарскими войсками и по Лондонскому договору (1913) перешёл к Болгарии. В результате Второй Балканской войны возвращён Османской империи.
После Первой мировой войны и согласно положениям Севрского мира город, как и почти вся Восточная Фракия, в 1920—1922 годах входил в состав Королевства Греция. Но согласно Лозаннским соглашениям, греки были вынуждены передать город в 1923 году Турецкой республике.
Эдирне был одной из остановок «Восточного экспресса».

## Национальный состав
Во времена Византийской империи город имел смешанное греко-болгарское население, имелась также армянская диаспора. В начале XX века мусульмане в целом и турки составляли половину от населения города.
В 1912 году в городе и районе проживало:
- турки — 44 953 чел.
- греки — 41 285 чел.
- евреи — 9 500 чел.
- болгары — 7 000 чел.
- армяне — 3 500 чел.

Больша́я часть греков и евреев покинула город после 1923 года.

## Достопримечательности
- Мечеть Юч-Шерефели[англ.]
- Мечеть Селимие
- Дворец Эдирне

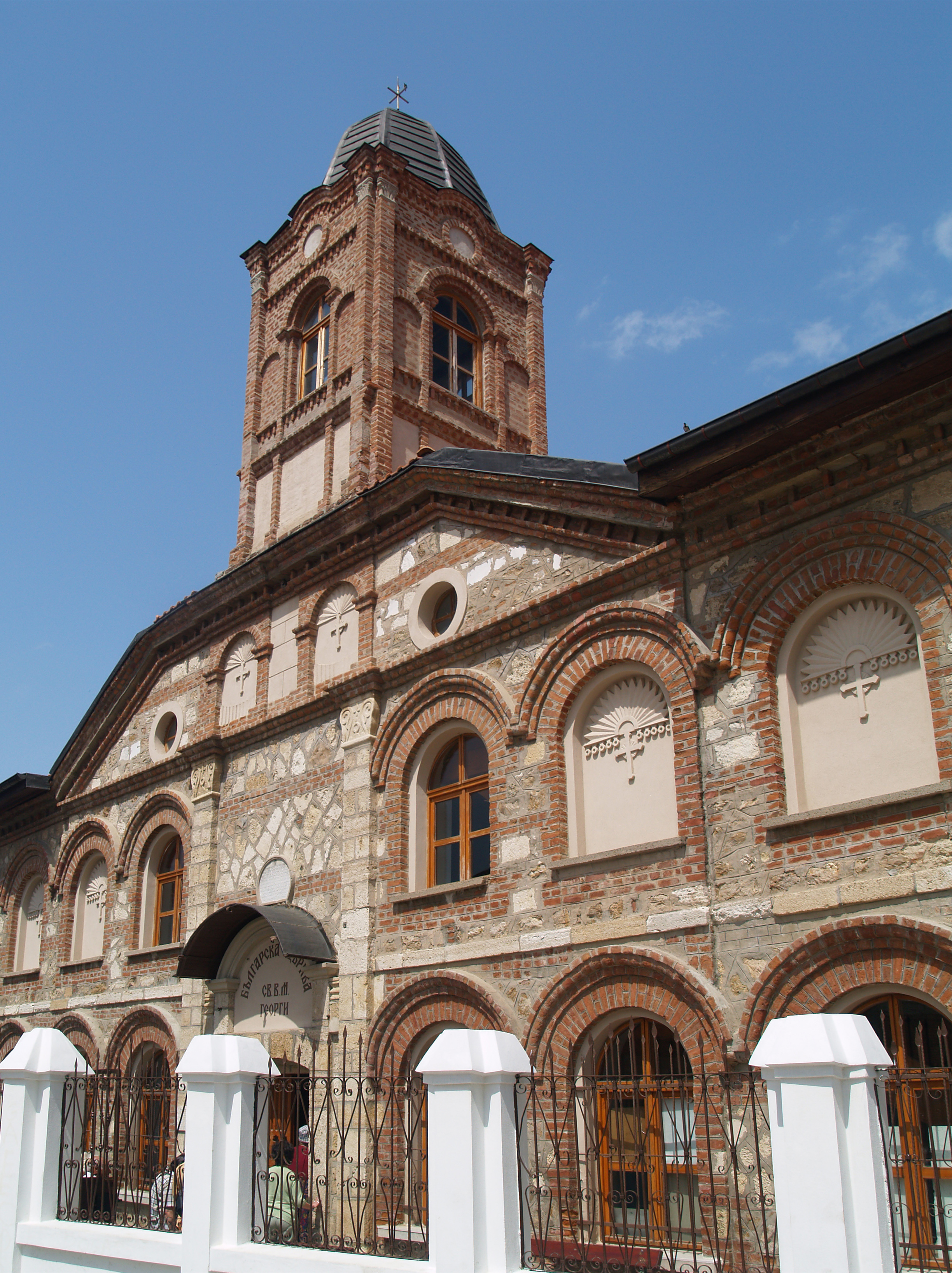
Болгарская церковь Св. Георгия

- Медицинский музей султана Баязида II[англ.]
- Караван-сараи Рустем-паша и Экмекчиоглу Ахмет-паша
- Болгарская церковь Святого Георгия
- Капикуле — пункт пропуска неподалёку от Эдирне на границе между Турцией и Болгарией

## Галерея

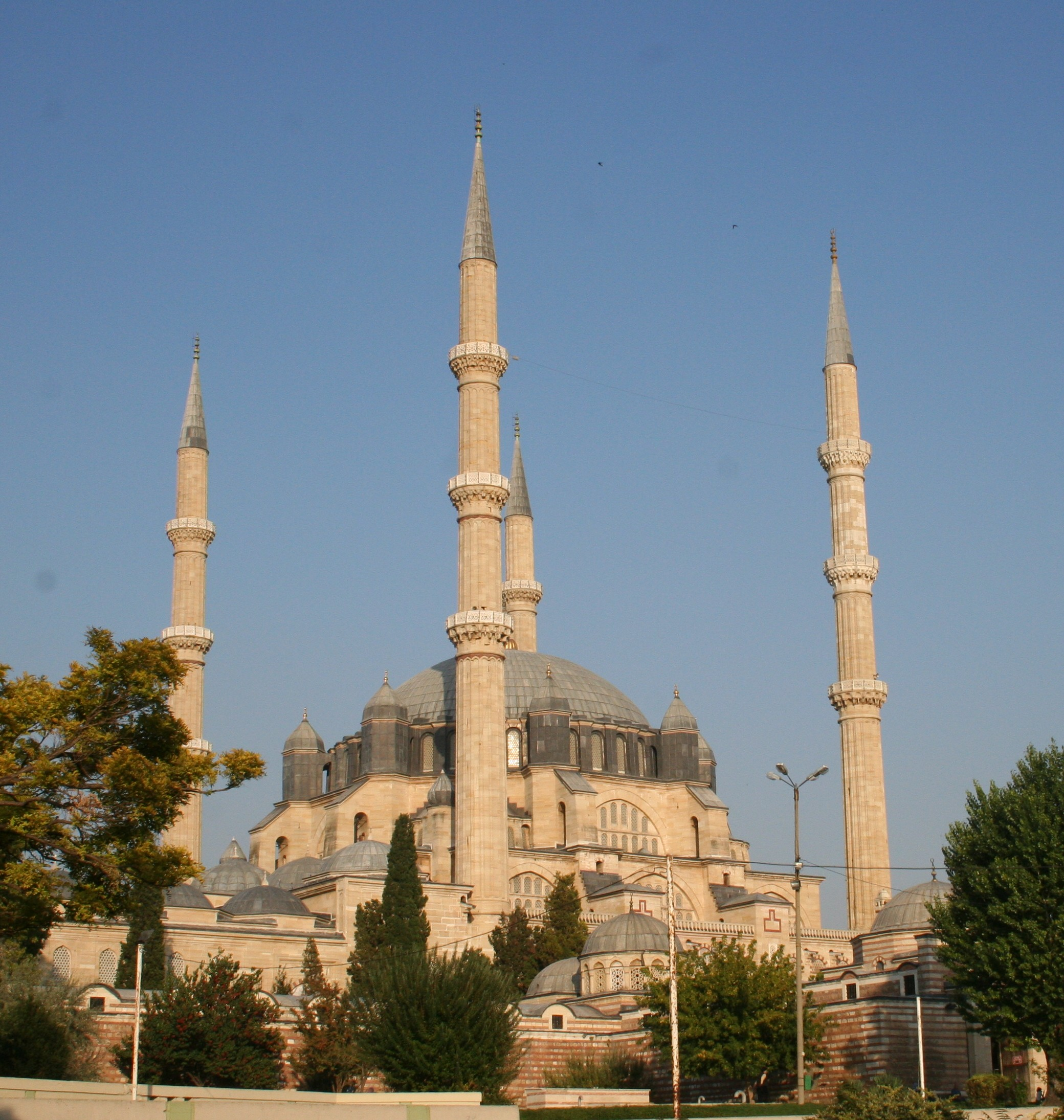
Мечеть Селимие
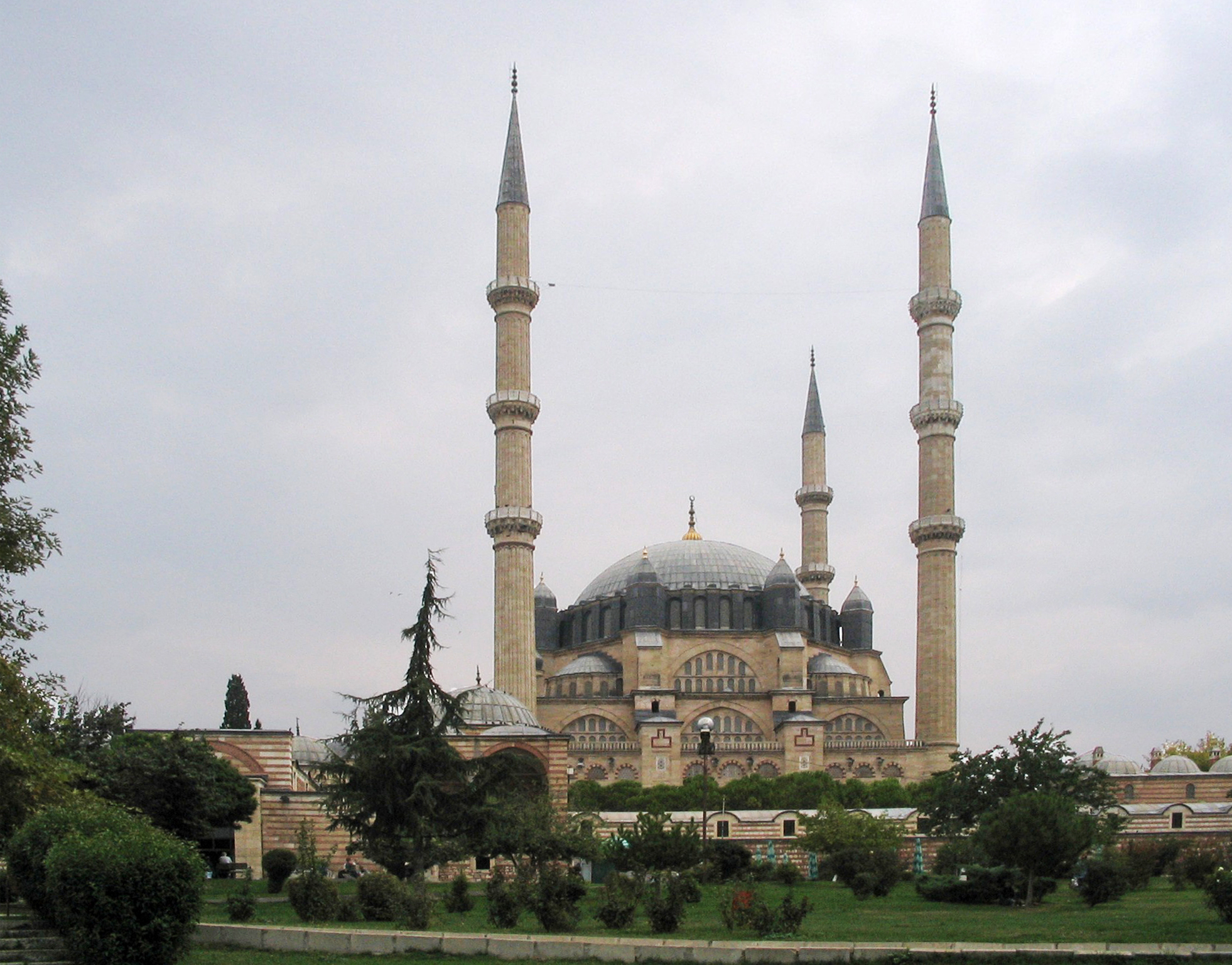
Мечеть Селимие
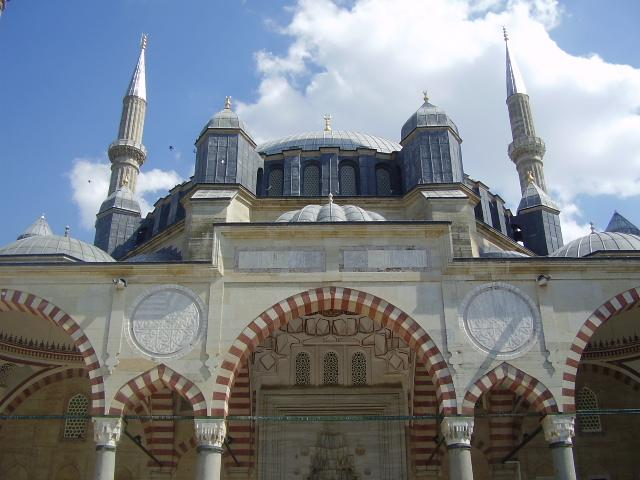
Мечеть Селимие
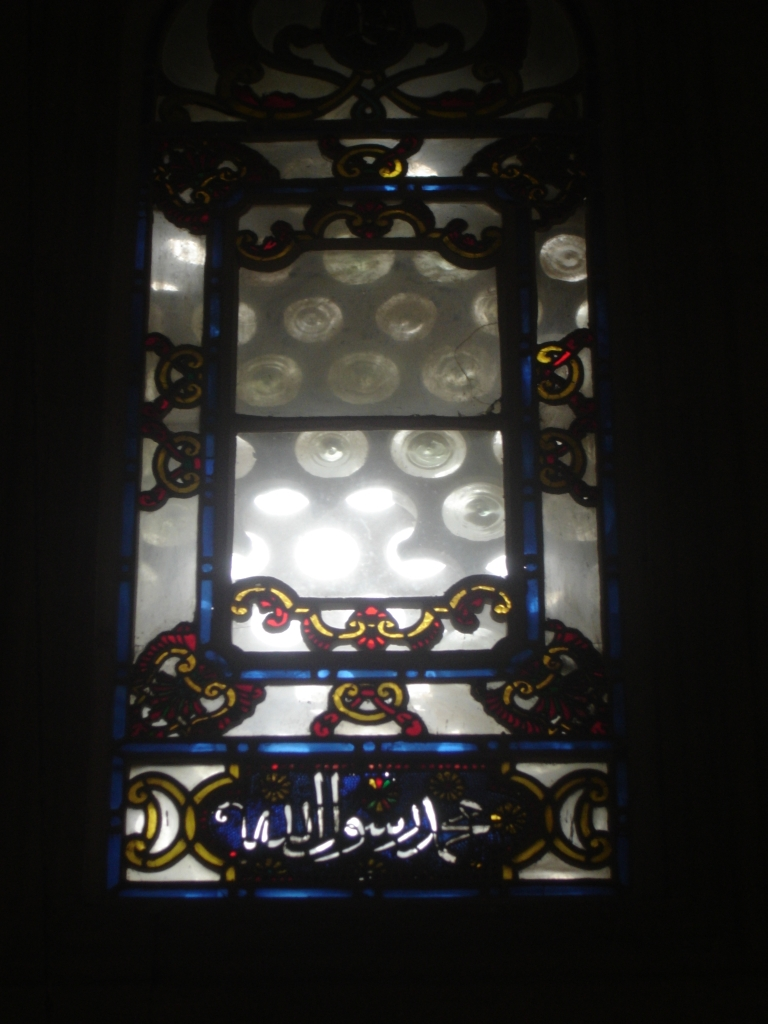
Мечеть Селимие
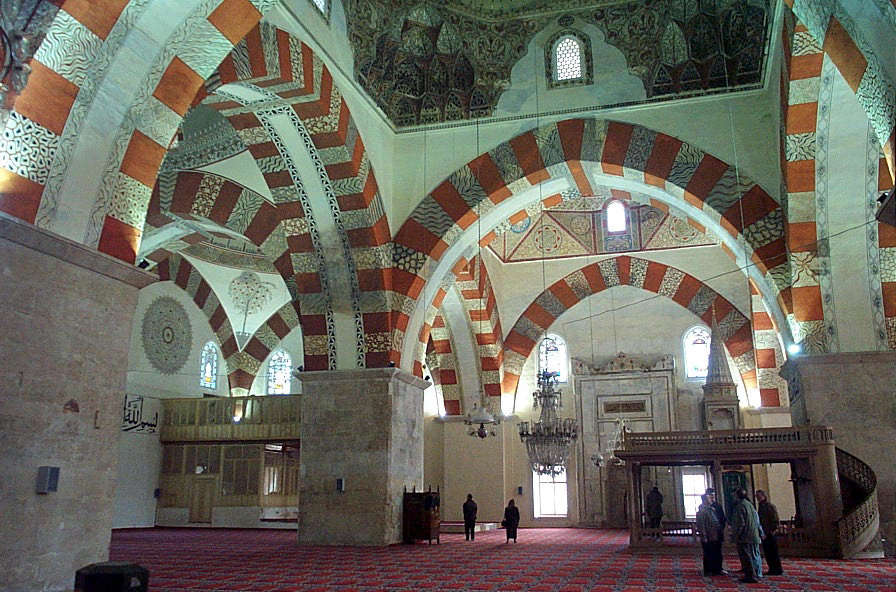
Старая мечеть
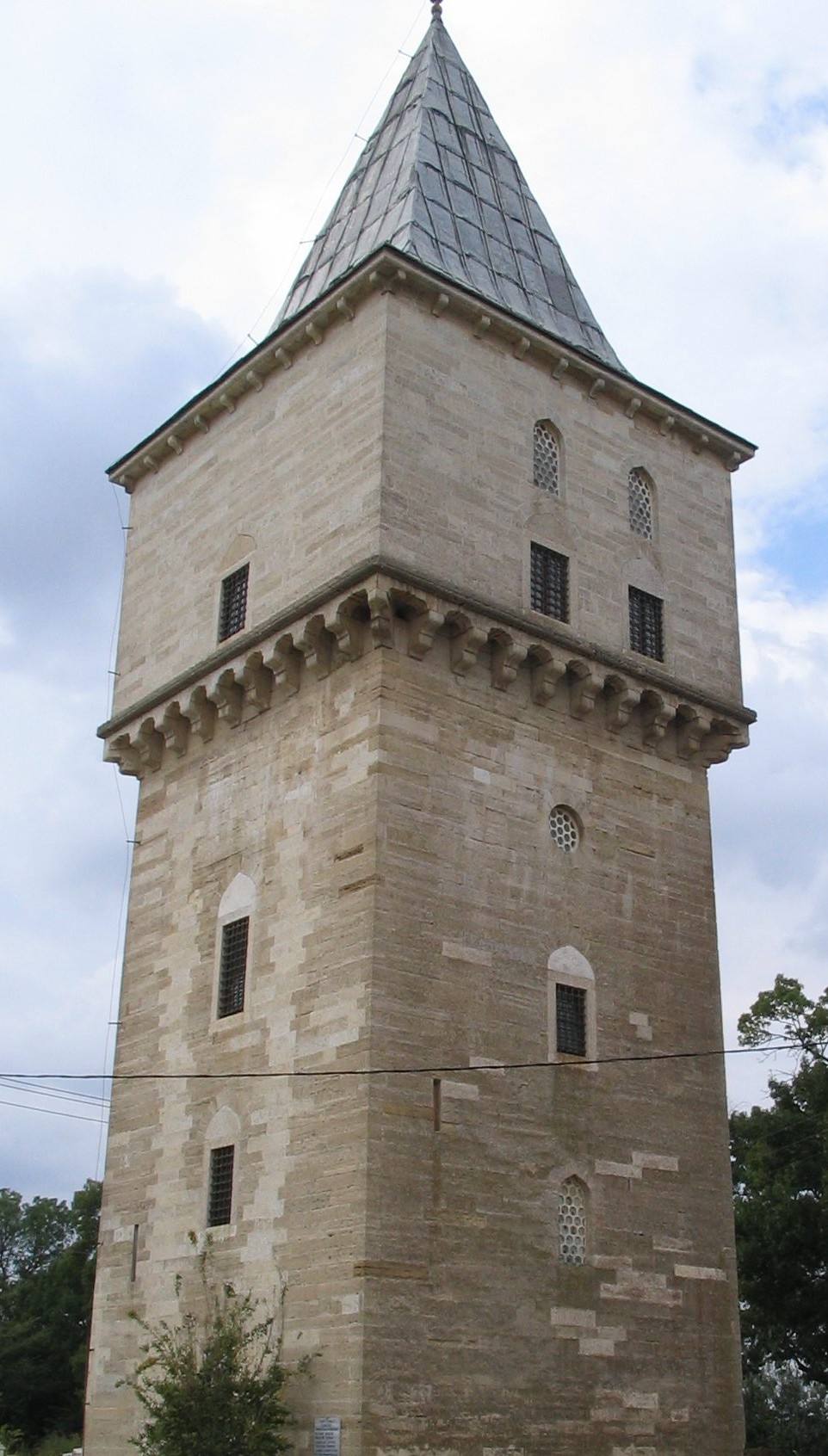
Башня «Адалет»
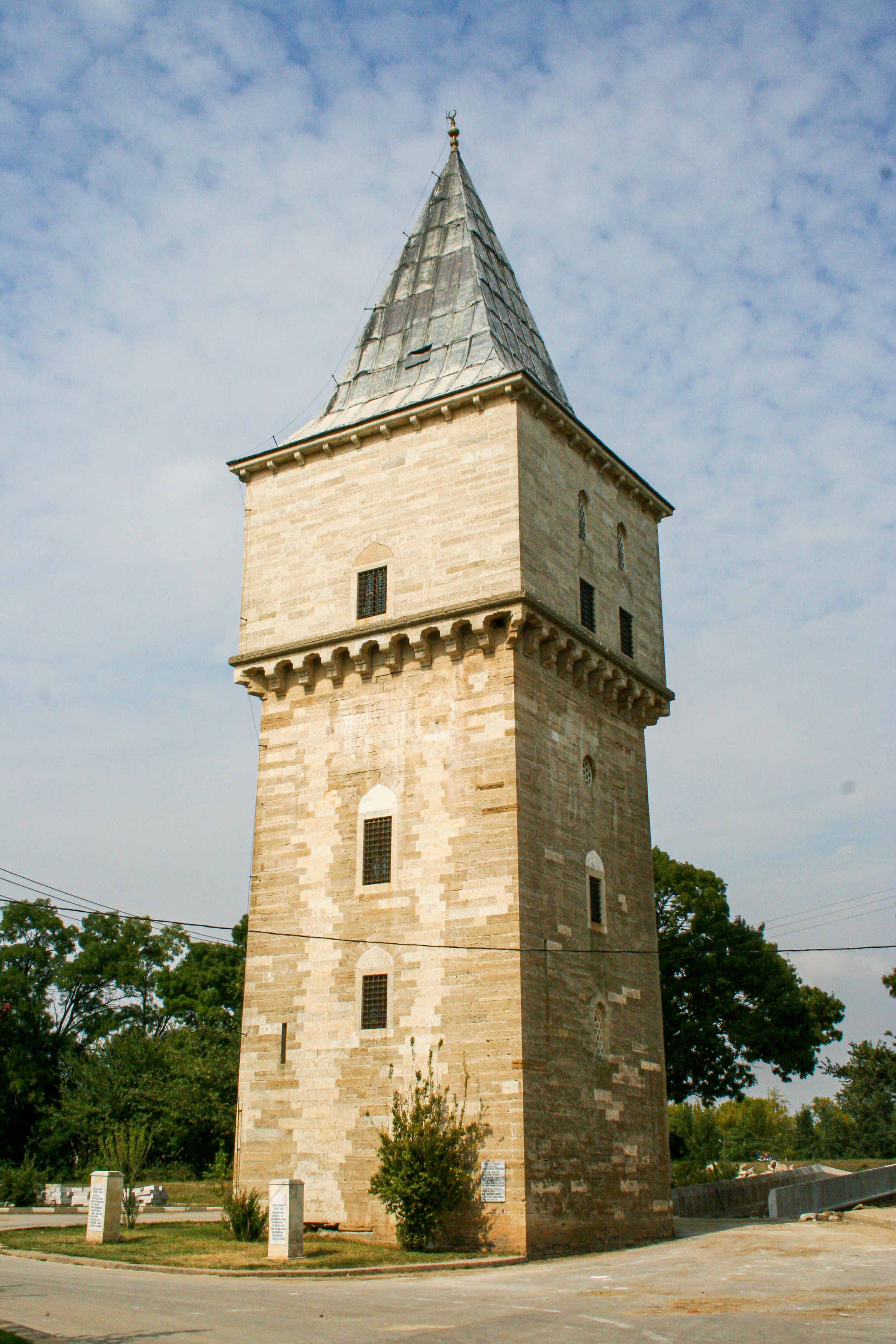
Башня «Адалет»
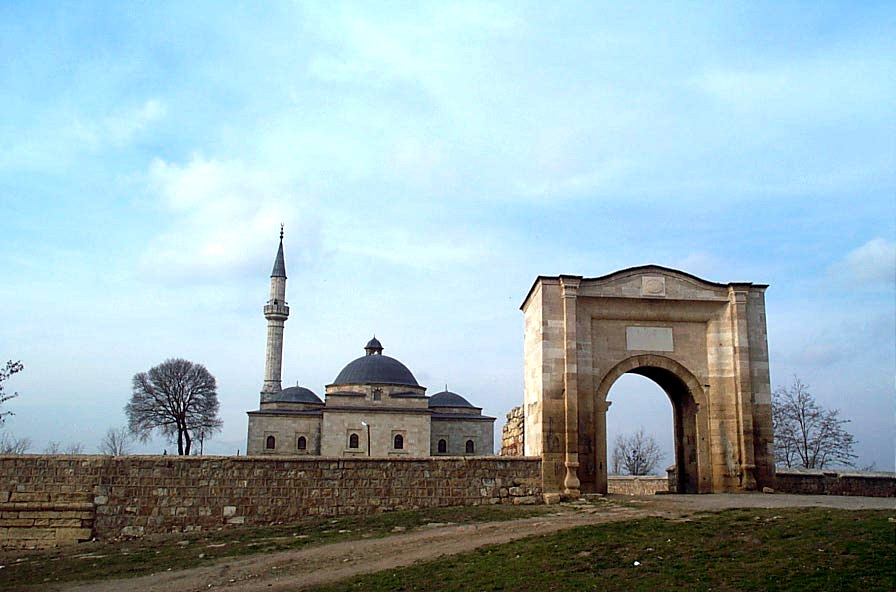
Эдирне
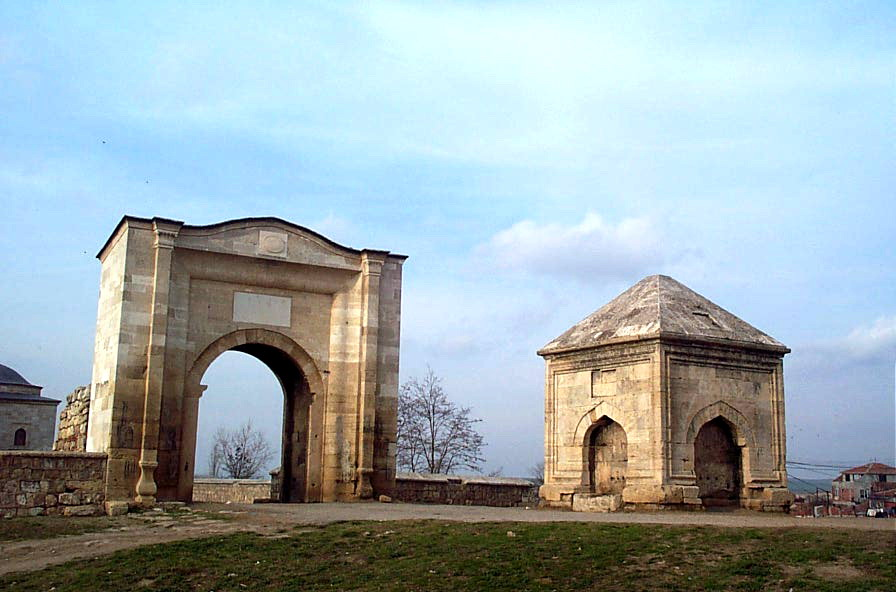
Эдирне
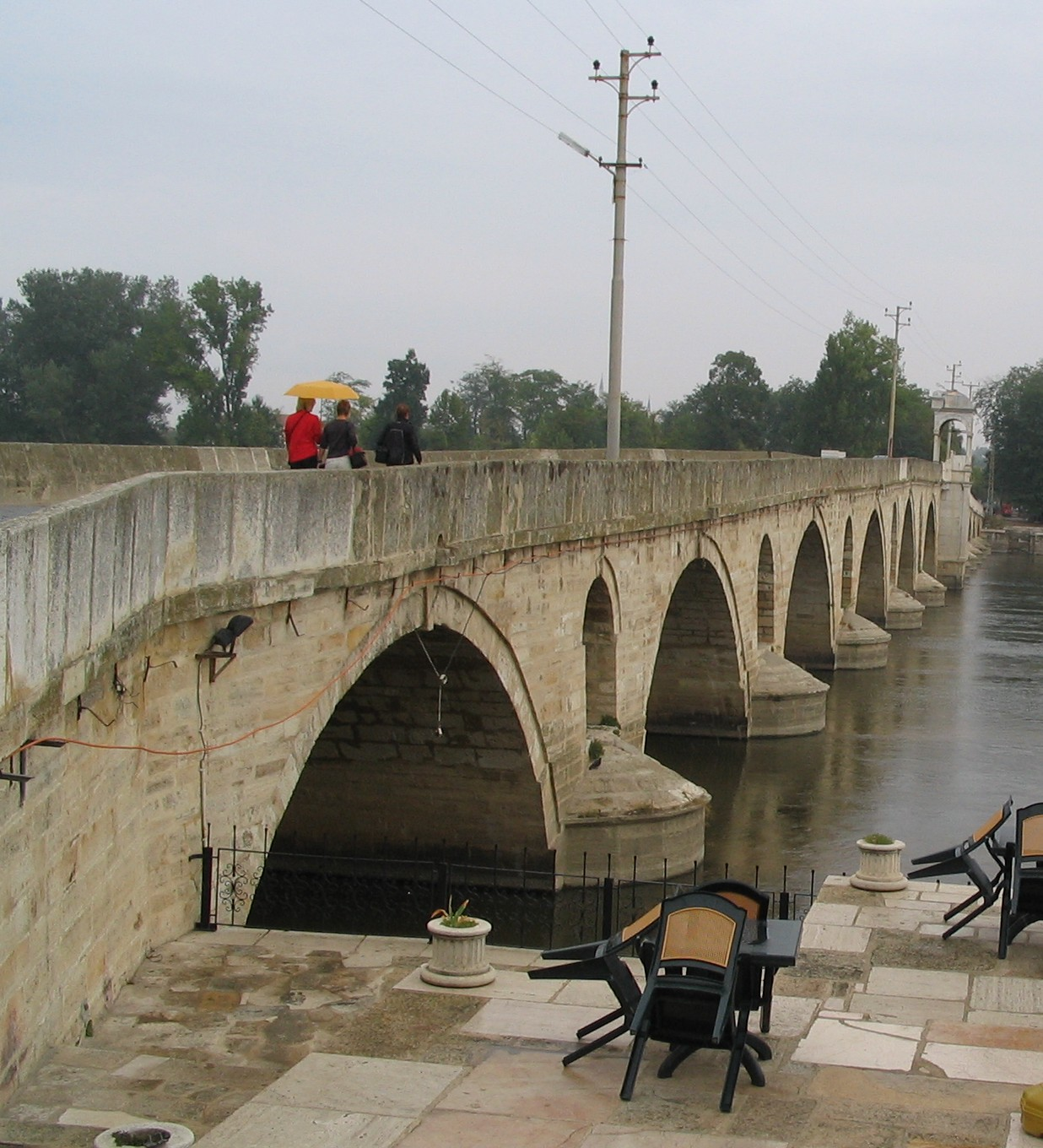
Мост через реку Тунджа
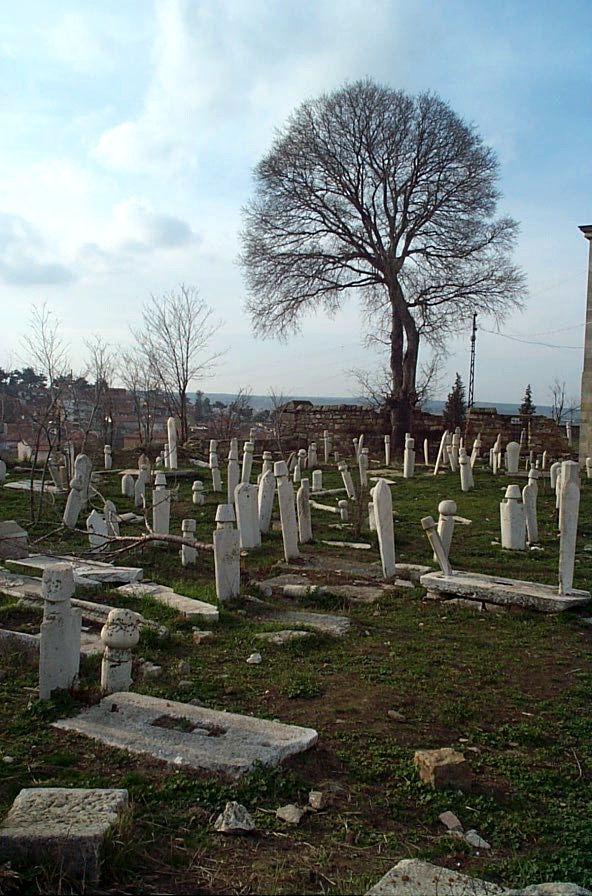
Кладбище Эдирне
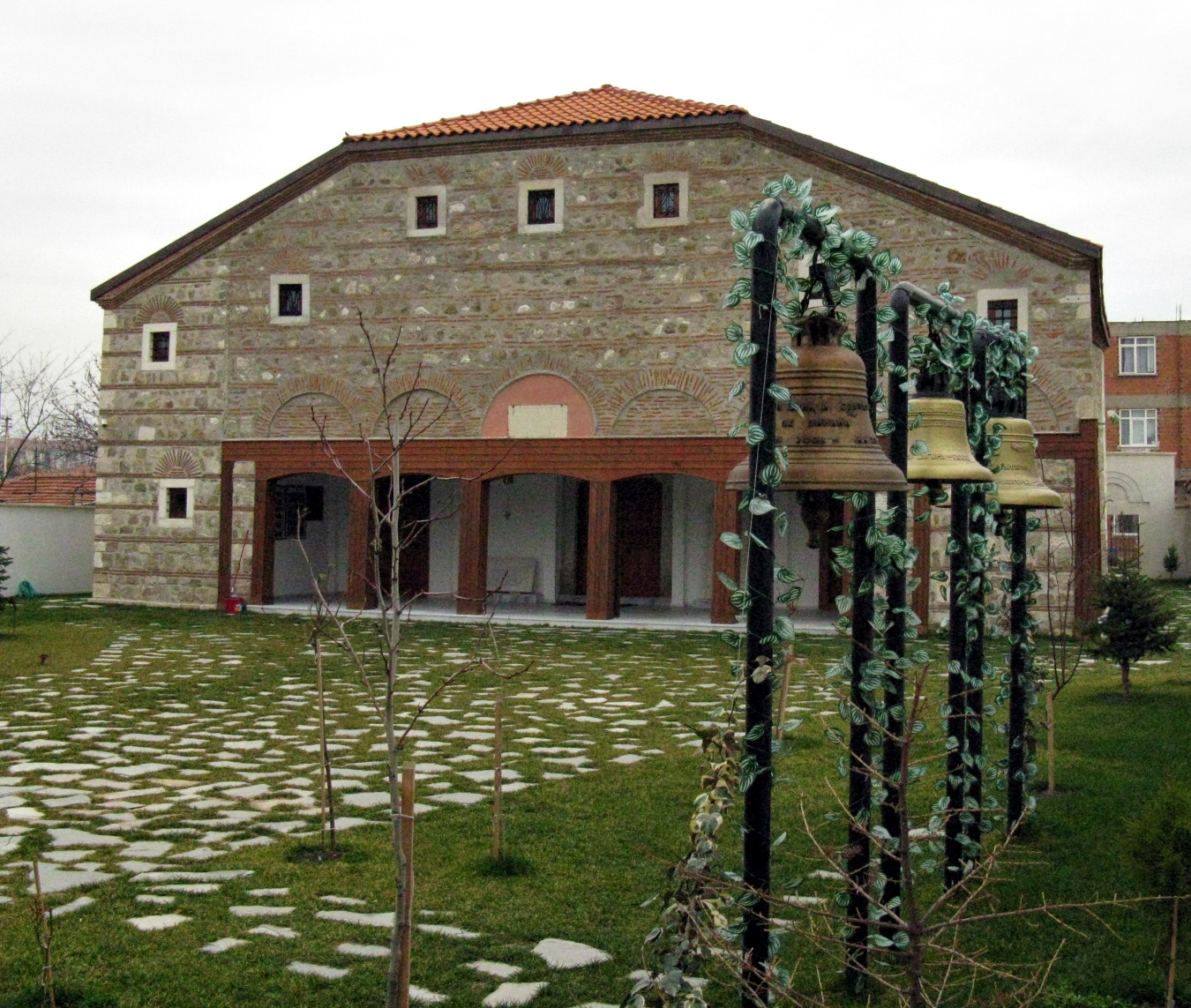
Церковь Константина и Елены в Эдирне